# 彩虹四號無人機
彩虹四號無人機是中國人民解放軍一款已經交付軍方的察打一體無人機，機身採複合材質。

## 概觀
2014年9月正式公開，於朱日和戰術基地的2014和平使命上海合作組織演習中實戰參加，使用對地飛彈攻擊目標，命中精度达1.5米內。
彩虹四號無人機是在彩虹三號的基礎上，新研發的一種無人駕駛飛行器，其官方發佈了CH-4A及CH-4B兩款型號。彩虹四號無人機系統的主要裝備構成包括：中程無人機、地面車載遙測遙控站和地面保障設備。最遠航程能達到3,500公里，巡航時間可達40小時，期間無須加油。
2018年初消息彩虹-4C型已經在西北試驗基地打靶試飛中驗證效能，準備量產，C型在多任務負荷掛載能力、發電機、數據處理和電子架構等方面有加強，並可加掛新電子偵察艙。
2017年，沙烏地阿拉伯與中國簽署價值650億美元的出口合作，包括引進中國航天科技集團「彩虹-4A」無人機及全套技術和生產線。伊拉克也透過一批次軍購訂單裝備了彩虹-4並用於實戰。
2019年，印度尼西亚采购了6架彩虹-4B无人机，同年10月份，首批两架在印度尼西亚建军74周年游行上亮相。2019年印度尼西亚空军还在彩虹-4B上试射了AR-1空地导弹，2021年又收到了配套的首批AR-2空地导弹。2021年8月25日，印尼国防部宣布，彩虹-4B无人机正式获得军用飞行认证。这批彩虹-4B隶属于第51中队，驻扎在印度尼西亚西加里曼丹省坤甸市的苏巴迪奥空军基地。

## 规格
- 机身长度：10米
- 翼展：18米
- 最大起飞重量：1.35吨
- 实用升限：7000米
- 早期型号使用汽油活塞发动机，后期改用重油发动机
- 最大航程：5000 - 7000公里
- 续航时间：14（任务） - 20小时（空載）
- 巡航速度：大于180公里/时。

基本信息
- 机组：0

性能
- 续航时间：30小時（CH-4A），14小時（CH-4B）

武器

- 4个武器挂架，武器包括：AR系列空地导弹、衛星制導炸彈。

航電

- 指挥方舱，内有无人机操纵台和任务规划系统、高精度四合一光電感測器、合成孔径雷达、北斗衛星定位系統

## 使用國
- 阿尔及利亚 - 彩虹4B
- 埃及
- 伊拉克 - 彩虹4B
- 约旦
- 緬甸
- 巴基斯坦
- 沙烏地阿拉伯
- 阿联酋
- 印度尼西亞 - 彩虹4B

## 戰史
- 2019年3月，沙特公布一段影片，使用彩虹-4無人機摧毀一輛胡塞武装擄獲的俄製T-72坦克，影片中彩虹-4發射AR1空對地飛彈直接擊中坦克頂部將其炸毀。[5]
- 2022年10月，巴基斯坦軍方使用彩虹4無人機擊斃最少10名恐怖分子[7]